# Christian H. Weiß
Christian H. Weiß (* 21. September 1977 in Mellrichstadt) ist ein deutscher Mathematiker.

## Leben
Nach dem Studium Mathematik/Physik (1998–2004: Lehramt Gym.) an den Universitäten Würzburg und Helsinki war er von 2004 bis 2009 Lehrbeauftragter an der Universität Würzburg. Nach dem Studium Mathematik (1999–2003 Diplom) an den Universitäten Würzburg und Helsinki war er von 2005 bis 2009 wissenschaftlicher Mitarbeiter an der Universität Würzburg. Nach der Promotion 2009 an der Universität Würzburg zum Dr. rer. nat. bei Rainer Göb ist er seit 2013 Professor für Quantitative Methoden der Wirtschaftswissenschaften an der Helmut-Schmidt-Universität.
Seine Forschungsinteressen sind kategoriale Prozesse und Zeitreihen (z. B. NDARMA-Modelle) Zähldatenprozesse und Zeitreihen (z. B. INARMA- und INGARCH-Modelle) Kompositionsdaten (CoDa) Statistische Prozesskontrolle Statistische Qualitätskontrolle Data Mining.

## Schriften (Auswahl)
- Mathematica kompakt. Einführung – Funktionsumfang – Praxisbeispiele. München 2008, ISBN 978-3-486-58667-1.
- Categorical time series analysis and applications in statistical quality control. Berlin 2009, ISBN 978-3-86624-442-9.
- Mathematica und Wolfram Language. Einführung – Funktionsumfang – Praxisbeispiele. Berlin 2017, ISBN 3-11-042521-1.
- An introduction to discrete-valued time series. Hoboken 2018, ISBN 978-1-119-09696-2.